# Comptable public
Le terme de « comptable public » désigne ou a désigné, dans les pays francophones ou assimilés ayant subi l'empreinte administrative de Napoléon Ier, tout agent public chargé de gérer des deniers publics tant :
- en recettes qu'en dépenses, comme encaisser l'impôt, payer un travail public.
- en valeurs inactives qu'actives,
- en deniers comptants qu'à recouvrer.

L'évolution des pratiques administratives a influé sur ce type d'emploi public. Ainsi en France, des changements importants ont été apportés par la fusion en 2008 de la Direction Générale des Impôts et de la Direction Générale de la Comptabilité Publique en une seule entité, la Direction Générale des Finances Publiques.